# Dariusz Kowaluk
Dariusz Kowaluk (ur. 16 kwietnia 1996 we Włodawie) – polski lekkoatleta, sprinter. Mistrz olimpijski w sztafecie mieszanej 4 × 400 metrów.
Specjalizuje się w biegu na 400 metrów. Największe sukcesy odniósł w sztafecie 4 × 400 metrów, w której został młodzieżowym wicemistrzem Europy w 2016 i brązowym medalistą uniwersjady w 2019.
W 2021 został odznaczony Krzyżem Oficerskim Orderu Odrodzenia Polski.
28 września 2024 wystąpił w charytatywnym meczu koszykarskim „Olimpijczycy i Paraolimpijczycy dla Powodzian”, z którego dochód został przeznaczony na remont zniszczonej przez powódź hali „Obuwnik” w Prudniku (hala Pogoni Prudnik i Zarzewia Prudnik).

## Osiągnięcia
| Rok  | Impreza                        | Miejsce    | Konkurencja                      | Lokata               | Wynik           | Źródło |
| ---- | ------------------------------ | ---------- | -------------------------------- | -------------------- | --------------- | ------ |
| 2015 | Mistrzostwa Europy juniorów    | Eskilstuna | bieg na 400 metrów               | 8. miejsce           | 47,90           | [ 5 ]  |
| 2015 | Mistrzostwa Europy juniorów    | Eskilstuna | sztafeta 4 × 400 metrów          | 4. miejsce           | 3:10,40         | [ 5 ]  |
| 2017 | Młodzieżowe mistrzostwa Europy | Bydgoszcz  | bieg na 400 metrów               | półfinał             | 46,74           | [ 6 ]  |
| 2017 | Młodzieżowe mistrzostwa Europy | Bydgoszcz  | sztafeta 4 × 400 metrów          | 2. miejsce           | 3:04,22         | [ 6 ]  |
| 2017 | Uniwersjada                    | Tajpej     | sztafeta 4 × 400 metrów          | eliminacje           | DNF             | [ 7 ]  |
| 2018 | Athletics World Cup            | Londyn     | sztafeta 4 × 400 metrów          | 2. miejsce           | 3:02,80         | [ 8 ]  |
| 2018 | Mistrzostwa Europy             | Berlin     | bieg na 400 metrów               | eliminacje           | 46,18           | [ 9 ]  |
| 2018 | Mistrzostwa Europy             | Berlin     | sztafeta 4 × 400 metrów          | 5. miejsce (el.)     | 3:02,75         | [ 9 ]  |
| 2019 | Halowe mistrzostwa Europy      | Glasgow    | sztafeta 4 × 400 metrów          | 4. miejsce           | 3:08,40         | [ 10 ] |
| 2019 | IAAF World Relays              | Jokohama   | sztafeta 4 × 400 metrów          | 7. miejsce (Finał B) | 3:05,91         | [ 11 ] |
| 2019 | Uniwersjada                    | Neapol     | bieg na 400 metrów               | półfinał             | 46,77           | [ 12 ] |
| 2019 | Uniwersjada                    | Neapol     | sztafeta 4 × 400 metrów          | 3.miejsce            | 3:03,35         | [ 13 ] |
| 2021 | World Athletics Relays         | Chorzów    | sztafeta 4 × 400 metrów          | eliminacje           | 3:05,04         |        |
| 2021 | Igrzyska olimpijskie           | Tokio      | sztafeta mieszana 4 × 400 metrów | 1. miejsce           | 3:09,87 (elim.) | [ 14 ] |

## Mistrzostwa Polski
Kowaluk był brązowym medalistą mistrzostw Polski w biegu na 400 metrów w 2017 i 2018, wicemistrzem w sztafecie 4 × 400 metrów w 2017 i mistrzem w mieszanej sztafecie 4 × 400 metrów w 2018. Był również młodzieżowym wicemistrzem Polski w biegu na 200 metrów, biegu na 400 metrów i sztafecie 4 × 400 metrów w 2017 oraz młodzieżowym wicemistrzem w biegu na 400 metrów i brązowym medalistą w sztafecie 4 × 400 metrów w 2018. W hali był wicemistrzem Polski w sztafecie 4 × 200 metrów w 2017, mistrzem w mieszanej sztafecie 4 × 400 metrów w 2018 oraz brązowym medalistą w biegu na 200 metrów i mistrzem w mieszanej sztafecie 4 × 400 metrów w 2019.

## Rekordy życiowe
- Bieg na 100 metrów – 10,50 (03 września 2021, Lublin)
- Bieg na 200 metrów – 20,95 (15 sierpnia 2018, Szczecin)
- Bieg na 400 metrów – 45,44 (15 sierpnia 2021, Szczecin)
- Bieg na 60 metrów (hala) – 6,99 (28 stycznia 2018, Spała)
- Bieg na 200 metrów (hala) – 21,39 (17 lutego 2019, Toruń)
- Bieg na 400 metrów (hala) – 46,95 (17 lutego 2018, Toruń)[22]

## Życie prywatne
26 kwietnia 2022 otrzymał stypendium Ministra Edukacji i Nauki za wybitne osiągnięcia. Student Wydziału Teologicznego Uniwersytetu Kardynała Stefana Wyszyńskiego. 